# Елма (Ајова)
Елма (енгл. Elma) град је у америчкој савезној држави Ајова. По попису становништва из 2010. у њему је живело 546 становника.

## Демографија
Према попису становништва из 2010. у граду је живело 546 становника, што је -52 (-8.7%) становника више него 2000. године.
| Група             | 2000.       | 2010.       |
| Белци             | 594 (99,3%) | 518 (94,9%) |
| Афроамериканци    | 1 (0,2%)    | 7 (1,3%)    |
| Азијати           | 0 (0,0%)    | 0 (0,0%)    |
| Хиспаноамериканци | 0 (0,0%)    | 8 (1,5%)    |
| Укупно            | 598         | 546         |